# Tom Dice
Tom Dice, pseudonimo di Tom Eeckhout (Eeklo, 25 novembre 1989), è un cantautore belga.
Nel 2008 è arrivato secondo all'edizione fiamminga di X Factor. Il 25 novembre 2009 è stato scelto dalla televisione belga per rappresentare il Belgio all'Eurovision Song Contest 2010 tenutosi ad Oslo.
Con la canzone Me and My Guitar si è classificato primo nella semifinale del 25 maggio.
Si è invece piazzato sesto nella finale del 29 maggio totalizzando 143 punti.